# Maxmilián Maux
Maxmilián Maux (25. května 1828 Velké Popovice – 20. listopadu 1891 Radujevac) byl český politický aktivista, student techniky, účastník revolučních událostí roku 1848 a 1849 v Rakouském císařství, nejprve v Praze, posléze pak revolučního dění v Uhersku, pozdější politický emigrant v zahraničí a pedagog. Rakouskými úřady byl v červnu 1848 stíhán jako hlavní podezřelý ze zastřelení kněžny Marie Eleonory Windischgrätzové během pražských Svatodušních bouří, posléze pak jako jeden z hlavních strůjců tzv. Májového spiknutí v květnu roku 1849.
Ke zproštění obvinění Mauxe z vraždy kněžny Windischgrätzové dopomohla kriminalisticko-balistická expertíza, vlbec první použití této metody v historii Rakouského císařství a možná i celé kriminalistiky.

## Život

### Mládí a studia
Narodil se ve Velkých Popovicích do rodiny zdejšího lesníka. Po absolvování základního a středního vzdělání studoval pražskou polytechniku. Identifikoval se s českým vlasteneckým hnutím a vstoupil do českého studentského spolku Slávie. Zde se seznámil mj. s Josefem Václavem Fričem, Václavem Hodkem, Adolfem Vilémem Strakou a dalšími revolučně smýšlejícími studenty. Řadil se k radikálním liberálům.

### Revoluční dění v letech 1848 a 1849
S počátkem roku 1848 sílila v řadě evropských zemích potřeba garance řady občanských svobod, mj. prostřednictvím ústavy. Situace v Rakouském císařství byla zjitřena už od tzv. Březnové revoluce, při které v ulicích Vídně zahynulo po zásahu vojska několik desítek lidí. Maux se jako člen Slávie podílel na organizaci schůzí spolku a také vlasteneckého setkání na hoře Říp na jaře 1848. Pravděpodobně byl přítomen i na Slovanského sjezdu konaném od 2. do 12. června v Praze, kam přijel rovněž radikální ruský myslitel Michail Alexandrovič Bakunin. Stal se také členem kohorty studentů pražské polytechniky, polovojenské vlastenecké milice. V již květnu 1848 byl do Prahy povolán vojenský velitel Alfréd Windischgrätz, aby potlačil projevy nespokojenosti Pražanů s absolutistickou vládou
Vzhledem k postupnému přiostřování situace se kníže 8. června rozhodl uspořádat vojenskou přehlídku k demonstraci síly císařské armády. Pražané na to odpověděli 12. června velkou mší na Koňském trhu, kterou sloužil kněz a zapálený vlastenec Jan Arnold. Maux se události spolu s dalšími členy Slávie zúčastnil, i přes výslovnou žádost, aby byli účastníci akce neozbrojeni, přinesl s sebou loveckou dvouhlavňovou brokovnici, patrně vlastněnou jeho otcem lesníkem. Po mši se část Pražanů vydala před budovu vojenského velitelství (bývalý palác Pachtů z Rájova) na rohu Celetné ulice a Ovocného trhu, kde v tu dobu pobýval Windischgrätz se svojí rodinou a přáteli.

### Smrt kněžny Windischgrätzové
Potyčky s císařskými oddíly začaly už u Prašné brány a postupně se posouvaly Celetnou ulicí na Staroměstské náměstí. O půl páté odpoledne pak došlo před velitelstvím k tragické události, kdy byla u okna budovy v patře zastřelena Windischgrätzova manželka Eleonora, která chtěla vyhlédnout na ulici. Po zásahu kulkou do čela byla na místě mrtvá.
Maux, ktetý při srážkách s vojskem utrpěl sečnou ránu, byl nedlouho poté rakouskými vojáky vypátrán, večer zatčen a označen jako hlavní podezřelý ze smrti kněžny, neboť vícero svědků odpovědělo, že byl ve chvílích její smrti ozbrojen. Podezření na něm utkvělo rovněž díky významnému postavení v řadách pražského studentstva. Po svém zatčení byl demonstrativně veden v poutech ulicemi města, následně uvězněn, vyslýchán a surově bit. Internován zůstal po celou dobu tzv. Pražského červnového povstání a do bojů v ulicích Prahy tak nezasáhl. Navíc proti němu neexistoval přímý důkaz. Jeho vinu pak vyvrátila do té doby nevyužívaná balistická expertíza provedená pražským puškařem Antonem Vincenzem Lebedou. Zbrojařský odborník porovnal ráži Mauxovy pušky s velikostí průstřelu ve skle okna a i z hlediska rozdílných povah nábojů zbraně (Maux vlastnil brokovnici, kdežto kněžna zemřela po zásahu jednou kulkou) podezření, že se jedná o vražednou zbraň, vyvrátil. Jednalo se tak o první využití soudní balistiky v historii Rakouského císařství a možná i v celém světě. Maux byl nakonec z vězení propuštěn až s dalšími zadrženými na amnestii 16. září 1848.

### Májové spiknutía emigrace
Ve své politické a revoluční činnosti však neustal. Zapojil se roku 1849 do příprav tzv. Májového spiknutí připravující v Praze liberální převrat, počítající s přemožením pražských vojenských posádek. Dalšími členy spiknutí byli J. V. Frič, Václav Hodek, Adolf Vilém Straka, Johann Rittig, František Girgl, Václav Pavel Kleinert a další, především mladí pražští studenti. Maux, stejně jako ostatní pro účely konspirace užíval krycí jméno, v jeho případě Bém (neboli Čech). Podílel se na šíření zpráv o povstání mimo Prahu, také byl spoluzodpovědný za nákup prachu a výrobu patron. Spiknutí bylo však okolo 9. května 1849 prozrazeno a po jeho členech vyhlášeno pátrání. Maux, i vzhledem ke svému vyšetřování ohledně vraždy kněžny Windischgrätzové, byl označen za jednoho z hlavních strůjců spiknutí a stíhán pro velezradu, s hrozbou možného trestu smrti. Nejprve se již 10. května uchýlil na venkov, záhy se však rozhodl Čechy opustit. Podařilo se mu dostat do Srbska, odkud se dostal do Rakouskem ovládaných Uher, kde se zapojil do zdejšího protirakouského povstání. Po jeho potlačení se spolu s uherskými politickými uprchlíky, včetně Lajose Kossutha. přesunul na území Osmanské říše, odkud se mu následně povedlo vycestovat do Anglie. Sem posléze přesídlilo několik dalších českých politických emigrantů, včetně Adolfa Gustava Straky a posléze i J. V. Friče.
Ve Spojeném království se usadil, oženil, kde začal obchodovat s sheffieldským zbožím. Následně začal působit jako obchodní cestující v oblasti Středozemního moře. Při svém pobytu v Bělehradě byl na žádost rakouského konzula srbskou vládou Alexandra Djordjeviče zatčen a uvězněn v Čechách, na pražské Novoměstské radnici.
Posléze je uváděn jako učitel němčiny v srbském městě Aleksinac.

### Úmrtí
Maxmilián Maux zemřel 20. listopadu 1891 v srbské obci Radujevac ve věku 63 let.